# Karl Josef Höltgen
Karl Josef Höltgen (* 2. November 1927 in Haan, Rheinland; † 25. August 2011 in Erlangen) war ein deutscher Literaturwissenschaftler und Hochschullehrer.

## Leben
Höltgen erhielt nach dem Zweiten Weltkrieg durch seine Tätigkeit im Bonner Studentenbautrupp den Zugang zum Studium. Er studierte Germanistik, Anglistik und Philosophie in Bonn und Leicester. In Bonn begann dann auch seine akademische Laufbahn als Hochschullehrer. Er promovierte dort 1958 über Else Lasker-Schülers Lyrik.
Von 1968 bis 1996 war er ordentlicher Professor an der Universität Erlangen-Nürnberg. Er war dort Inhaber des Lehrstuhls für Englische Literaturwissenschaft und Englische Philologie. Höltgen war mehrfach Mitglied des Senats und von 1972 bis 1973 Dekan der Philosophischen Fakultät der Universität Erlangen-Nürnberg.
Auch nach seiner Emeritierung war Höltgen weiterhin als Hochschullehrer aktiv und hielt Vorlesungen.
Höltgen war Visiting Fellow des Linacre College der Universität Oxford und des Clare Hall College der Universität Cambridge.
Höltgen war Gründungsmitglied und 2. Vorsitzender der Deutsch-Britischen Gesellschaft Nürnberg (im Kontext der Gründung vieler Deutsch-Britischer Gesellschaften in Deutschland) und engagierte sich dabei insbesondere für die Förderung von Städtepartnerschaften, insbesondere von Erlangen mit Stoke-on-Trent.
In Anerkennung seiner Verdienste um die deutsch-britische Freundschaft und die deutsch-britischen Kulturbeziehungen ernannte ihn 1998 Königin Elisabeth II. zum Officer of the Order of the British Empire.
Höltgen war verheiratet und Vater eines Sohnes.

## Forschungsschwerpunkte
Höltgens wissenschaftliches Interesse galt zunächst dem Werk von Else Lasker-Schüler. Seine Bonner Dissertation von 1955 stellte einen Neuansatz in der literaturwissenschaftlichen Interpretation des Werkes der jüdischen Dichterin dar. Besonders in seiner Analyse des Gedichtes Ein alter Tibetteppich machte er auf die Bedeutung des Teppichs in Lasker-Schülers Gesamtwerk aufmerksam und zog Vergleiche zu anderen Werken der deutschen und europäischen Literatur. So nennt Höltgen als mögliche Vorbilder das Gedicht Auf eine Lampe von Eduard Mörike, das berühmte Gedicht Teppich des Lebens von Stefan George und John Keats’ Ode on a Grecian Urn.
Im Bereich der englischen Literatur beschäftigte sich Höltgen besonders mit der Literatur vom 16. Jahrhundert bis zum Beginn des 18. Jahrhunderts. Hierzu gehörten die Werke von John Milton, Robert Burton und die Gedichte der Metaphysical Poets. Höltgen galt als Spezialist für die Emblematik-Literatur und veröffentlichte unter dem Titel Aspects of the Emblem unter anderem eine Studie zu Francis Quarles. 
Höltgen war beratender Mitherausgeber des von Erwin Wolff geleiteten DFG-Projekts „Gesamtausgabe der Werke Anthony Ashley Coopers, Third Earl of Shaftesbury“. Er veröffentlichte mehrere eigene Bücher und zahlreiche wissenschaftliche Artikel, hauptsächlich zur englischen Lyrik.
1999 erhielt er den „Albert W. Fields Award“ der amerikanischen Zeitschrift Explorations in Renaissance Culture für den besten Artikel des Jahres 1998; sein Artikel Clever Dogs and Nimble Spaniels: Invention and Imagination enthielt auch Illustrationen, die teilweise aus den Altbeständen der Universitätsbibliothek Erlangen stammten.